# Max Schachtman
Max Schachtman (Varsòvia, 10 de setembre de 1904 - Floral Park, 4 de novembre de 1972) va ser un teòric marxista nord-americà.
Nascut en el si d'una família jueva polonesa, que emigrà a Nova York el 1905. Col·laborador de la premsa obrera nord-americana (The Young Worker, 1923; Labor Defender, 1925; The Militant, 1929-34; The New International, 1934; Labor Action). A principis dels anys 1930 s'integrà en el moviment trotskista nord-americà, i en el seu partit, el Socialist Workers Party (SWP). Molt crític amb l'estalinisme, tant de dins com de fora de Rússia, la seua postura quant a la natura capitalista de l'estat soviètic, el feu trencar amb la majoria del SWP, dirigida per James P. Cannon. Expulsat del partit i de la Quarta Internacional, participà en la fundació del Workers Party (WP). A la fi dels anys 1940, el WP donà lloc a la Independent Socialist League (ISL). Cap a la fi dels anys 1950, la ISL es fusionà amb el Socialist Party.